# (2740) Tsoj
(2740) Tsoj es un asteroide que forma parte del cinturón de asteroides y fue descubierto el 26 de septiembre de 1974 por Liudmila Vasílievna Zhuravliova desde el Observatorio Astrofísico de Crimea, en Naúchni.

## Designación y nombre
Tsoj se designó inicialmente como 1974 SY4.
Más adelante, en 1992, fue nombrado en honor del cantante y compositor soviético Víktor Tsoi (1962-1990).

## Características orbitales
Tsoj está situado a una distancia media del Sol de 3,001 ua, pudiendo alejarse hasta 3,213 ua y acercarse hasta 2,789 ua. Tiene una inclinación orbital de 9,373 grados y una excentricidad de 0,07072. Emplea en completar una órbita alrededor del Sol 1899 días.

## Características físicas
La magnitud absoluta de Tsoj es 11,4. Tiene un diámetro de 21,4 km y se estima su albedo en 0,0805.